# Angel Densetsu
Angel Densetsu (エンジェル伝説, Enjeru Densetsu, lit. "O Anjo Lendário") é uma série de mangá shōnen criada pelo mangaká Norihiro Yagi publicada na Monthly Shōnen Jump entre 1992 e 2000 totalizando 15 volumes. Em 1996, um OVA (Original Video Animation) de 45 minutos cobrindo os capítulos iniciais do mangá foi lançado e disponibilizado em VHS. 

## História
Angel Densetsu é uma história acerca de Kitano Seiichirou, um rapaz gentil e ingénuo com um coração de anjo, mas com a sinistra aparência de um demónio.  A falta de habilidade social do personagem e sua terrível aparência causavam diversos mal-entendidos, levando as pessoas a acreditarem que ele era um delinquente e resultando em sua fama de líder de gangue e "guardião da escola", termo dado aos alunos que brigavam com alunos de outras escolas para defender a honra do lugar.

## Personagens
- Kitano Seiichirou - rapaz com uma aparência horrível, fazendo todos pensarem que é um punk, suas atitudes demonstram que ele seja alguém ruim. Porém, tem um coração bondoso e quer ajudar todos, mas acaba sempre arranjando problemas.
- Koiso Ryoko - artista marcial, que compreende a gentil natureza de Seiichirou.
- Takehisa Yuji - o "irmão mais novo" de Kitano. No começo era um deliquente, e tinha medo de Kitano. Mas depois de os dois supostamente brigarem, ele virou amigo de Seiichirou.
- Kuroda Seikichi - ex-guardião. Delinquente de natureza covarde. Nunca anda sem os seus dois subordinados.
- Diretor - um personagem menor que é a causa da maioria dos problemas de Kitano.

## Volumes
- 1 - 1º de agosto de 1993[1]
- 2 - 4 de fevereiro de 1994[2]
- 3 - 4 de agosto de 1994[3]
- 4 - 11 de janeiro de 1995[4]
- 5 - 11 de julho de 1995[5]
- 6 - 11 de dezembro de 1995[6]
- 7 - 4 de março de 1996[7]
- 8 - 4 de agosto de 1996[8]
- 9 - 4 de fevereiro de 1997[9]
- 10 - 4 de agosto de 1997[10]
- 11 - 4 de fevereiro de 1998[11]
- 12 - 4 de agosto de 1998[12]
- 13 - 4 de fevereiro de 1999[13]
- 14 - 4 de agosto de 1999[14]
- 15 - 4 de abril de 2000[15]